# Mandevilla bracteosa
Mandevilla bracteosa är en oleanderväxtart som först beskrevs av Henry Hurd Rusby, och fick sitt nu gällande namn av R. E. Woodson. Mandevilla bracteosa ingår i släktet Mandevilla och familjen oleanderväxter. Inga underarter finns listade i Catalogue of Life.